# (6445) Bellmore
(6445) Bellmore est un astéroïde de la ceinture principale.

## Description
(6445) Bellmore est un astéroïde de la ceinture principale. Il fut découvert le 23 mars 1990 à l'observatoire Palomar par Eleanor Francis Helin. Il présente une orbite caractérisée par un demi-grand axe de 2,63 UA, une excentricité de 0,12 et une inclinaison de 14,0° par rapport à l'écliptique.

## Compléments